# Hibiscus grewiifolius
Hibiscus grewiifolius är en malvaväxtart som beskrevs av Justus Carl Hasskarl. Hibiscus grewiifolius ingår i Hibiskussläktet som ingår i familjen malvaväxter. Inga underarter finns listade i Catalogue of Life.